# NK Gorica Guča Gora
NK Gorica je hrv. bosanskohercegovački nogometni klub iz Guče Gore kod Travnika.

## Povijest
Klub je osnovan 1951. godine kao NK Omladinac. Od osnutka klub igra na igralištu Bokulja u blizini franjevačkog samostana kojemu je igralište i pripadalo. Tijekom 1970-ih klub kratko mijenja ime u NK Rudar da bi nešto kasnije dobio današnje ime - NK Gorica.
U sezoni 2013./14. Gorica je osvojila prvo mjesto u 2. županijskoj ligi ŽSB te je ostvarila plasman u, viši rang natjecanja, 1. županijsku ligu. Nakon dvije sezone, u sezoni 2015./16., ispadaju iz 1. županijske lige kao posljednjeplasirana momčad. U 1. županijsku ligu su se vratili nakon osvajanja 2. županijske lige u sezoni 2017./18.